# Oakner
Oakner est une communauté non incorporée du Manitoba située dans l'ouest de la province et faisant partie de la municipalité rurale de Hamiota.

## Référence
- Profil de la municipalité de Hamiota - Statistiques Canada
- (en) Profil de la communauté